# Riarrangiamento di Brook
Il riarrangiamento di Brook in chimica organica è una reazione di riarrangiamento dove un gruppo organosilile scambia la posizione con un protone idrossile su un legame covalente carbonio-ossigeno sotto l'influenza di una base. Prende il nome dal chimico Canadese Adrian Gibbs Brook (1924–2013). Il prodotto della reazione è un sililetere.
I sostituenti sililici possono essere alifatici (metilici) o aromatici (fenilici) e l'alcol è secondario o terziario con gruppi alifatici o arilici. La base (reagente) è un'ammina, idrossido di sodio, un reattivo organo-litio o una lega metallo alcalino come sodio/potassio. Quando il reattivo è un sililmetanolo la reazione è un 1,2-riarrangiamento di Brook ma sono possibili anche riarrangiamenti su scheletri di carbonio più grandi.

## Meccanismo della reazione
Il meccanismo della reazione procede in diversi step:
- Con l'astrazione protonica del gruppo idrossile tramite una base sull'anione alcossido.
- Questo nucleofilo attacca l'atomo di silicio in una sostituzione nucleofila con il gruppo metilene come gruppo uscente. Lo stato di transizione proposto in questo passo è un anello a tre-membri con il grado di produzione del legame Si-O identico con il processo di rottura del legame Si-C.
- La coppia di elettroni aggiuntiva viene ora trasferita dall'ossigeno a un carbanione che rapidamente astrae un protone da una fonte di protoni, come quelli nel solvente, per formare il composto finale sililetere.

Quando il reagente è (trifenilsilil)metilfenilmetanolo l'energia di attivazione risulta essere bassa mentre l'entropia di attivazione ha un valore negativo alto che indica la struttura ciclica dello stato di transizione. I risultati di Hammett per un gruppo di fenil-metanoli  para-sostituiti confermano che il gruppo di prelievo elettronico aiuta a stabilizzare la carica negativa accumulata nell'intermedio carbanionico.
La forza motrice termodinamica per questa reazione è la formazione di un legame di ossigeno al silicio. I costi per la scissione del legame Si-C e di quello O-H in termini di energia di dissociazione di legame sono di 451 + 427 = 878 kJ/mole mentre i guadagni sono 809 (Si-O) + 338 (C-H) = 1147 kJ/mole.
Il riarrangiamento di Brook si verifica con conservazione della configurazione come mostra il seguente ciclo di Walden:
L'enantiomero (+)- silil idruro reagisce con il cloro per formare il silil cloruro con ritenzione dello stereocentro. La successiva sostituzione nucleofila del cloro con difenilmetil litio si verifica con inversione. I due passi successivi convertono il gruppo difenilmetino attraverso la bromurazione con NBS (o N-bromosuccinimmide) e l'idrolisi con acetato d'argento in un gruppo difenilmetanolo senza alcun cambiamento nella configurazione. Il successivo riarrangiamento a silil etere e la riduzione con tetraidroalluminato di litio si verificano con ritenzione in modo che il prodotto finale di reazione sia l'enantiomero opposto del composto di partenza con segno opposto per rotazione specifica.

## Applicazioni
I riarrangiamenti di Brook sono noti negli acilsilani e con particolari silil eteri sono possibili anche riarrangiamenti di brook inversi.
È stato anche riportato un riarrangiamento di Brook con fosfati nello studio degli 1-idrossifosfonati.